# Gabriela Zoană
Gabriela Zoană, née le 15 juin 1979 à Cungrea, est une femme politique roumaine. Membre du Parti social-démocrate (PSD), elle est députée européenne de 2018 à 2019.